# Martin-Baker MB 5
Martin-Baker MB 5 là một mẫu thử máy bay tiêm kích của Anh trong Chiến tranh thế giới II.

## Tính năng kỹ chiến thuật (MB 5, as designed)
Dữ liệu lấy từ Jane’s Fighting Aircraft of World War II and British Aircraft of World War II
Đặc điểm tổng quát
- Kíp lái: 1
- Chiều dài: 37 ft 9 in (11,5 m)
- Sải cánh: 35 ft 0 in (10,7 m)
- Chiều cao: 15 ft 0 in (4,5 m)
- Diện tích cánh: 262 ft² (24,3 m²)
- Trọng lượng rỗng: 9.233 lb (4.188 kg)
- Trọng lượng có tải: 11.500 lb (5.216 kg)
- Trọng lượng cất cánh tối đa: 12.090 lb (5.484 kg)
- Động cơ: 1 × Rolls-Royce Griffon 83, 2.340 hp (1.745 kW)

 Hiệu suất bay 
- Vận tốc cực đại: 460 mph (740 km/h) ở độ cao 20.000 ft (6.100 m)
- Tầm bay: 1.100 mi (1.770 km)
- Trần bay: 40.000 ft (12.190 m)
- Vận tốc lên cao: 3.800 ft/phút (19,3 m/s)

Trang bị vũ khí

- Súng: 4× Hispano Mk.II 20 mm